# سیارک ۱۹۳۹۷
سیارک ۱۹۳۹۷ (به انگلیسی: 19397 Lagarini، نامگذاری:1998ER3) نوزده هزار و سیصد و نود و هفتمین سیارک کشف شده‌است که در ۳ مارس ۱۹۹۸ کشف شد.
قدر مطلق سیارک برابر ۱۵٫۳ است.